# Розмив в Петербурзькому метрополітені
Розмив в Петербурзькому метрополітені — аварія на перегоні між станціями «Лісова» та «Площа Мужності», яка відбулась 8 квітня 1974 року в результаті руйнівного впливу пливуна на тунелі.
До 1995 року перегінні тунелі критично просіли, тому їх довелося закрити і затопити. Пасажирський рух на ділянці було припинено з 2 грудня 1995 до 26 червня 2004 року — моменту введення в експлуатацію після будівництва нових обхідних тунелів.

## Передумови
Передумовою аварії стало прискорене будівництво до XXV партійного з'їзду перегону глибокого закладання. Тунелі між станціями «Лісова» та «Площа Мужності» (перший на 14 метрів нижче другого) протяжністю 450 метрів повинні були пройти в товщі четвертинних водонасичених відкладень і водоносних пісків з тиском води в декілька атмосфер. Обігнути цей водоносний шар вважали тоді неможливим, пояснюючи це тим, що шар піску тут має велику потужність. Також тиснула необхідність відкриття першої в країні і в світі односклепінної станції глибокого закладення — «Площі Мужності».
При первинному проходженні ділянки пливуна (до аварії) використовувалося стандартне кріогенне устаткування — охолоджений водосоляний розчин закачувався перед проходкою. Ґрунт заморожувався і прохідницький комплекс (еректор) проходив ділянку.
Після аварії для швидкого проходу через пливун була застосована технологія заморожування ґрунту дорогим кріогенним обладнанням.
З метою зменшення кількості свердловин, які слід було пробурити, кількості труб, необхідних для заморожування ґрунту, і обсягу заморозки, інженери «Ленметробуду» запропонували варіант розташування тунелів один над іншим.
Незважаючи на те, що це значно скоротило число потрібних свердловин і труб, частина експертів вважає, що це лише погіршило ситуацію.
При ліквідації наслідків розмиву було виділено від 6 до 8 тис. тонн (за різними даними) рідкого азоту.
В районі пливуна працювали 15 заморожуючих станцій, було пробурено 2000 спеціальних свердловин, а довжина трубопроводів досягла 350 кілометрів.

## Події 1970-х

### Прорив
8 квітня 1974 року близько 16 години 30 хвилин при бурінні передових розвідувальних свердловин в нижньому тунелі була виявлена незамерзаюча порода, з якої надходила вода. Пливун на глибині 90 метрів було виявлено набагато раніше, але заморозити його не вдалося. Вибій почав заповнюватися водою, через що з'явилися тріщини. Незабаром і верхній тунель (у нього не було прямого сполучення з забоєм) став заповнюватися. Аварійні затвори через швидке надходження пливуна закрити повністю не вдалося. Тунелі були затоплені на кілометр, значна частина льдоґрунтового масиву розморозилася.
На площі Мужності і прилеглих міських магістралях утворилися провали, тріснули стіни будинків і наземних споруд. Сліди цієї події несуть у собі два виробничі корпуси НВО «Аврора», які можна побачити з Політехнічної вулиці: частина цих будівель зруйнувалася, було вирішено їх не зносити, а просто закрити поверхи з боку вулиці. Проникнення пливуна в тунелі метро вдалося зупинити шляхом спорудження перепони недалеко від станції метро «Лісова». Для того, щоб зупинити руйнування на поверхні, вироблення були затоплені — в аварійні тунелі закачали водопровідну воду.
Повторна проходка здійснювалася з застосуванням наднизьких температур (використовувався рідкий азот). Цей спосіб був застосований вперше в світовій практиці. Для подолання розмиву, азот в Ленінград поставляли всі заводи Радянського Союзу, що виробляли його. Це дозволило швидко провести роботи по створенню льдоґрунтової перемички і заморозити породи.

### Підсумок
30 листопада 1975 року була проведена збійка тунелів. Конструкція тунелів незвичайна, як і сама ситуація з розмивом: вона мала незвичайну міцність. 2 грудня на станції «Площа Мужності» був проведений мітинг, присвячений збійці.
31 грудня 1975 року всю ділянку від «Площі Леніна» до «Академічної» здали в експлуатацію з оцінкою «відмінно».

## Події 1990-х

### Пливун знову розмиває тунелі
За весь час експлуатації ділянки через дренаж в тунелі надходила велика кількість води — близько 60 кубометрів на добу.
З початку лютого 1995 року різко збільшилося надходження води. З лютого обслуговчий персонал зажадав зменшити швидкість поїздів, з вечора п'ятниці до початку руху в понеділок тунелі взагалі закривалися для проведення робіт.

Півроку зусиль необхідних результатів не дали, і 2 грудня 1995 року в газеті «Санкт-Петербургские ведомости» з'явилася інформація: 
|  | У зв'язку з виробництвом невідкладних робіт на перегоні метрополітену ст. «Лісова» — ст. «Площа Мужності» з 4 грудня 1995 року по всіх днях тижня не здійснюватиметься рух поїздів метро на ділянці «Площа Леніна» — «Академічна» |

 «У грубезному металі, яким покриті тюбінгові кільця всередині тунелів, подекуди з'явилися тріщини. Пішла вода з піском. Ця суміш немов наждаком руйнувала метал. Коли потяги опинилися "по коліно" в воді, а зверху на швидкісні експреси полив "душ", керівники метрополітену вдарили в дзвони... Монтажники вгвинтили в тіло верхнього тунелю понад дві тисячі двометрових анкерів, які стали свого роду арматурою. Потім за сталевий лист, прострочений анкерами, нагнітали бетонну суміш. До осені в верхньому тунелі, по якому йдуть поїзда від "Площі Мужності" до "Лісової", відремонтували 60 метрів найбільш небезпечної ділянки. Відчувши протидію, стихія обрушилася на нижній тунель. Ремонтники явно не встигали будувати захисні укріплення ... 4 грудня в перегін увірвалося близько 18 кубометрів водно-піщаної суміші».

### Затоплення тунелів
Тунелі врятувати не вдалося: в ніч з 5 на 6 грудня в штабі з ліквідації аварії вирішили затопити двокілометровий перегін «Лісова» — «Площа Мужності». Останнім використанням тунелю був перегін з депо «Північне» в «Автово» кількох поїздів. Потяги тягнув мотовоз — напругу з контактної рейки з метою безпеки було знято. Кілька составів пішли в депо «Невське», але вже по залізниці.

Газета «Санкт-Петербургские ведомости» повідомила: 
|  | 9 грудня о 21 годині був закритий і обварений затвор в нижньому кінці тунелю, зверненому до станції "Лісова". Відразу почалося його посилення за допомогою бетонної пробки. |

Знову тунелі були заповнені водопровідною водою під тиском для запобігання осіданню земної поверхні в районі площі Мужності і руйнування прилеглих будівель.
На час припинення руху було змінено рух міського транспорту: за розпорядженням А. А. Собчака був організований безкоштовний маршрут автобуса (№ 80); трамвайний маршрут № 32 значно скоротився, йому було присвоєно № 38. За станцією «Лісова» до 14 лютого 1996 був відновлений з'їзд, який використовували раніше до 31 грудня 1975 року, коли станція була кінцевою. Станція «Площа Мужності» була тупиковою, на ній використовувався тільки один шлях, з'їзд між першим і другим шляхами розташовувався на північ від станції, тобто в сторону станції «Політехнічна», причому заділ під з'їзд при будівництві станції був передбачений, так як планувалося, що саме ця станція повинна була бути кінцевою. Тому з'їзд був споруджений набагато швидше, ніж на Лісовій. Оборот по ньому відкрився 26 грудня.
Незважаючи на введення безкоштовного автобусного маршруту, він не зміг в повній мірі замінити затоплений перегін, через що сильно зросло навантаження на деякі види наземного транспорту, а також на станції метро Московсько-Петроградської лінії «проспект Просвіти», «Озерки» і «Піонерська». Остання в період розмиву навіть працювала в особливому режимі в ранкові та вечірні години «пік»: вранці — тільки на вхід, ввечері - на вихід.
На північній ділянці Кіровсько-Виборзької лінії використовувалися тільки два состави, вони доїжджали від станції «Дев'яткіно» до «Площі Мужності» і там відправлялися назад з того ж шляху, на який прибували. Потяги ходили за розкладом із середнім інтервалом 10-15 хвилин вдень і 15-20 хвилин у вечірній час після години «пік»; розклад вивісили на кожній станції метро відрізаної ділянки.

## Події 2000-х

### Нове будівництво
Фахівці «Ленметрогипротранс» підготували ряд проектів по відновленню аварійної ділянки, які головним чином включали в себе будівництво обхідних тунелів. Із запропонованих варіантів ліквідації аварії був обраний проект будівництва нових тунелів за участю консорціуму Impregilo NCC (гарантія дана на 20 років, що не багато, оскільки майже стільки ж протримався перший тунель). Прохідницький щит «Вікторія» став споруджувати нову трасу приблизно в 200 метрах в сторону від старої трасування і на 20 метрів вище.
При ліквідації «розмиву» були труднощі з фінансуванням. «Розмив» виявився інструментом політичної боротьби, обіцянки щодо ліквідації проблеми давали всі — від депутатів всіх рівнів до губернатора Петербурга (В. А. Яковлєв). Новий губернатор (В. І. Матвієнко) назвала термін: кінець червня 2004 року, і ліквідація наслідків розмиву була здійснена. Однак слід зауважити, що на час її вступу на посаду губернатора бльша частина робіт по ліквідації розмиву і відновленню руху поїздів метро вже була виконана.
Ліквідація «розмиву» відняла значні ресурси федерального і міського бюджету і фактично загальмувала розвиток Петербурзького метрополітену на кілька років. За деякими даними загальна вартість робіт склала понад $145 млн, половину з яких вніс федеральний бюджет, другу половину — місто.
Новий тунель називають «гусеницею»: він має гумові зчленування і здатний коливатися разом з ґрунтом.

### Хронологія будівництва
- 21 листопада 2001 року в шахту був опущений прохідницький щит «Вікторія».
- Лютий 2002 року — почалася проходка.
- Березень 2002 року щит «Вікторія» осів у тунелі на півметра, а італо-шведський підрядник — консорціум у складі компаній Impregilo(інші мови) і NCC — потрапив під величезні штрафні санкції, введення тунелю до 300-річчя міста було поставлено під великі сумніви.
- 11 квітня 2002 року роботи з проходки тунелю зупинені.
- Червень 2002 року — відвідування робіт урядовою комісією Держбуду
- 26 червня 2002 року — уряд Італії на засіданні розглядав питання про незадовільне ведення робіт фірмою «Імпреджіло» в Санкт-Петербурзі і був призначений урядовий куратор — фірма «Rocksoil» (Італія).
- Липень 2002 року. Тунельна асоціація Росії завершила експертизу зміненої частини проектної документації і видала позитивний висновок (зміни потрібні були після квітневого інциденту). Консорціум вносить зміни в конструкцію щита і проводить його доопрацювання.
- Серпень 2002 року — прохідницький комплекс проходить тестові випробування після зупинки в квітні і модернізації.
- 4 вересня 2002 року випробування знову зупинені.[2]
- 20 вересня 2002 року випробування закінчені.
- 6 грудня 2002 року прохідницький комплекс на високій прохідницької швидкості натрапив на «тверді підземні утворення» (за одними даними — на бетонний колектор, за іншими - на валуни льодовикового періоду). Було зламано велику кількість прохідницьких бурів. В результаті довелося викликати французьких водолазів, які почали працювати під тиском понад 5 атмосфер. Роботи по проходці виявилися затримані на кілька місяців.
- Січень 2003 року — закінчення ремонту і відновлення проходки.
- 5 травня 2003 року завершений прохід тунелю в одному напрямку. Ремонт «Вікторії» і підготовка до проходки другого тунелю.
- 27 серпня 2003 року — початок робочої проходки зворотного тунелю від станції «Площа Мужності» до «Лісової».
- 27 листопада 2003 року були завершені прохідницькі роботи.
- 26 травня 2004 року по новій ділянці пройшов перший пробний поїзд.
- 5 червня закриті станції «Виборзька» і «Лісова».
- 12 червня були закриті станції на північ від «розмиву».

Для забезпечення пасажирських перевезень був подовжений маршрут безкоштовного автобуса № 80 до «Площі Леніна» і Фінляндського вокзалу.
Також був задіяний автобус № 100 до залізничної станції Струмки.
Будівництво планувалося завершити до 300-річчя Санкт-Петербурга, проте відновлення наскрізного руху по 1-й лінії зайняло більше часу.
- 26 червня 2004 року президент РФ В. В. Путін урочисто відкрив ділянку[4], проїхавши по тунелю колишнього розмиву на поїзді серії 81-540.7, що складається з двох вагонів. Як обіцяють метробудівники, проблема розмиву закрита не менше ніж на 50 років.[1] О 19:23 пасажирський рух на аварійній ділянці було повністю відновлено. За деякими відомостями, о 23:00 того ж дня в новому тунелі стався обрив контактної рейки, після чого перегін було закрито і відновив роботу вранці 27 червня.[5]

## Факти
- Метробудівці, що працюють на ліквідації розмиву, були змушені проходити аварійну ділянку, заморожену до наднизьких температур. У забої температура опускалася до мінус 50 градусів. Метробудівці працювали в валянках і декількох парах штанів.
- Прохідницький щит «Вікторія» вже був раніше в експлуатації. Його просто модернізували для даної роботи. Щит був на 2 м в діаметрі ширше стандартних прохідницьких щитів, в зв'язку з цим були побоювання фахівців з приводу надійності отриманого тунелю.
- До цих пір в парку Лісотехнічної академії можна спостерігати залишки труб, по яких закачувався рідкий азот.
- На час проведення операції були евакуйовані місцеві жителі. Газоподібний азот трохи легший за повітря, за допомогою спеціальних установок надлишок газу викидався на висоту 100 м.
- Відразу після ліквідації розмиву в 2004 році було заявлено, що в Санкт-Петербурзі більше ніколи не будуть використовуватися автобусні маршрути № 80 і № 100. Безкоштовний автобус № 80 курсував між станціями метро «Площа Мужності» і «Площа Леніна» з грудня 1995 року по лютий 1996 року і «Площа Мужності» і « Лісова» з лютого 1996 року і зробив останній символічний рейс 29 червня 2004 року.[6][7] Автобус № 100 (також безкоштовний) курсував в грудні 1995 року між станціями метро «Громадянський проспект» і «Площа Леніна» і з 12 по 20 червня 2004 року, між залізничною станцією «Струмки» і станцією метро «Площа Леніна».[3] Незважаючи на це, 26 травня 2010 роки з'являється новий автобусний маршрут № 100, що зв'язує Казанську площа і станцію метро «Приморська», а 15 серпня 2010 року відкривається і автобусний маршрут № 80 (вулиця Жені Єгорової — залізнична станція «Піскарьовка»).[8]

## Інші підземні води в Петербурзькому метрополітені
- 1950 — для будівництва станції « Площа Повстання» для боротьби з ґрунтовими водами на місці русла колишнього Ліговського каналу вперше в ленінградському метрополітені застосований кесон.
- 1954 — розмив при будівництві I черги метрополітену «Автово». В котлован просочилися води річки Красненької. Ліквідація методом розсольного заморожування. Станція простояла до 2005 року, з 2006 року почався ремонт, який закінчився в грудні 2012 року. (У 2009 році були завершені роботи по заміні облицювання колійних стін).
- 1955 — вивал породи при будівництві похилого ходу «Пушкінській». Через ліквідацію наслідків станція була введена в експлуатацію пізніше за інших станцій пускової ділянки.
- При будівництві ділянки «Площа Повстання» — «Площа Леніна» (зданий в 1958) — Ковенський розмив, древній рукав Неви на місці перегону між «Площею Повстання» і « Чернишевською».
- При проектуванні Московсько-Петроградської лінії була запланована станція в районі Марсового поля, але за результатами розвідки з'ясувалося, що мало того, що там протікає підземна річка, яка дала Ковенський розмив, додатковою перешкодою стало те, що дно Неви має в цьому місці западину. Було прийнято рішення обійти підземну річку знизу. Наслідком цього рішення з'явилися знамениті ухили крутизною 60 тисячних (т. зв. «Американські гірки») і відсутність станції метро в районі Марсового поля.
- 1974 — розмив під час будівництва перегінних тунелів «Лісова» — «Площа Мужності».
- 1993 — проникнення підземних вод в тунелі на ділянці «Чорна річка» — «Піонерська» перевищило допустимі добові норми. Почався ремонт, який тривав рівно десять років. Він проходив виключно в нічне вікно, тому його сліди помічали лише найперші пасажири.
- 1995 — прорив чинного перегону «Лісова» — «Площа Мужності».
- При експлуатації тунелю «Проспект Просвіти» — електродепо «Виборзьке» були великі течі. У цьому районі немає підземних річок, але тунелі перетинають обводнені горизонти, впритул до депо і тунелів розташована система великих озер, що утворилися на місці затоплених торфорозробок. Ця проблема за офіційною версією міської влади вплинула на прийняття рішення про терміни відкриття станції «Парнас».
- При будівництві перехідного тунелю 21 жовтня 1990 році з «Достоєвської» на «Володимирську» було подія, пов'язана з проникненням води у виробки. Виправлення ситуації зайняло менше тижня. Під час події рух поїздів не зупинявся, вони проходили станцію транзитом з обмеженням швидкості.
- 2008 — збільшилася проникнення підземних вод в тунелі на перегоні «Старе Село» — «Комендантський проспект», який був побудований ще в кінці вісімдесятих, а введений в експлуатацію тільки в квітні 2005 року. Почався ремонт, який здійснюється в нічне вікно.
- 2011 — підземні води проникли в тунелі на ділянці «Громадянський проспект» — «Дев'яткіно». Оголошено конкурс на ремонт цієї ділянки.